# Jost Ribary

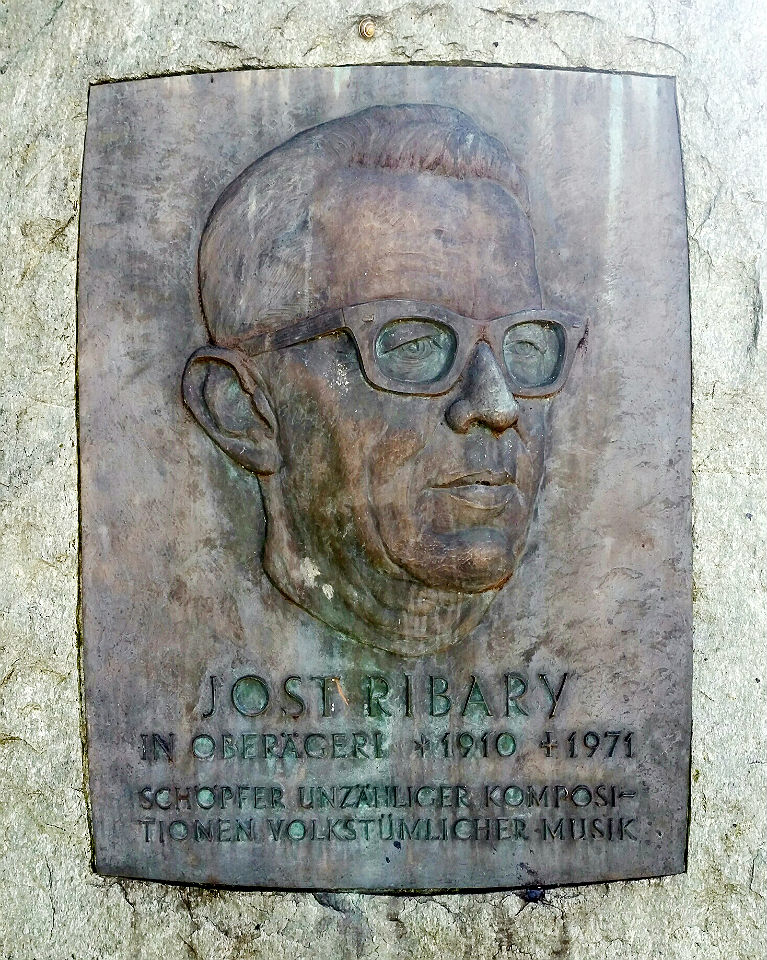
Jost Ribary Gedenktafel in Oberägeri

Jost Ribary sen. (* 18. Juli 1910 in Oberägeri; † 21. Februar 1971 ebenda) war ein Komponist, Kapellmeister, Klarinetten- und Saxophonspieler aus der Zentralschweiz.

## Berufliche Laufbahn
Ab dem vierzehnten Altersjahr verdiente er seinen Lebensunterhalt als Mitarbeiter der Spinnerei Neuägeri, Fabrik-, Bauarbeiter, Hilfsbriefträger und Landwirt. 1933 wurde er Akkordeonstimmer in Bachenbülach. Er nahm Musikstunden beim Dirigenten der örtlichen Harmoniemusik, in der er auch mitspielte. Später erweiterte er sein Können im Selbststudium. 

## Musik
Seine Musik war die Ländlermusik. 1933 komponierte er die Steiner-Chilbi. Im selben Jahr tätigte er mit seiner Ländlerkapelle deren Uraufführung an einer Chilbi in Steinen im Schweizer Kanton Schwyz. Sein musikalisches Stammlokal war das Restaurant Konkordia im Niederdorf in der Stadt Zürich. Ab 1957 wurde er aushilfsweise und ab 1959 definitiv von René Wicky am Akkordeon begleitet. Jost Ribary bezog eine Wohnung über dem Restaurant Konkordia und stimmte dort auch Akkordeons. Er integrierte in den 1950er Jahren auch seinen Sohn Jost Ribary jun. in seine Ländlerkapelle. 1962 zog er mit seiner Familie zurück ins Aegerital.
In seinem Schaffen entstanden rund 800 Melodien.

## Aus der Diskographie

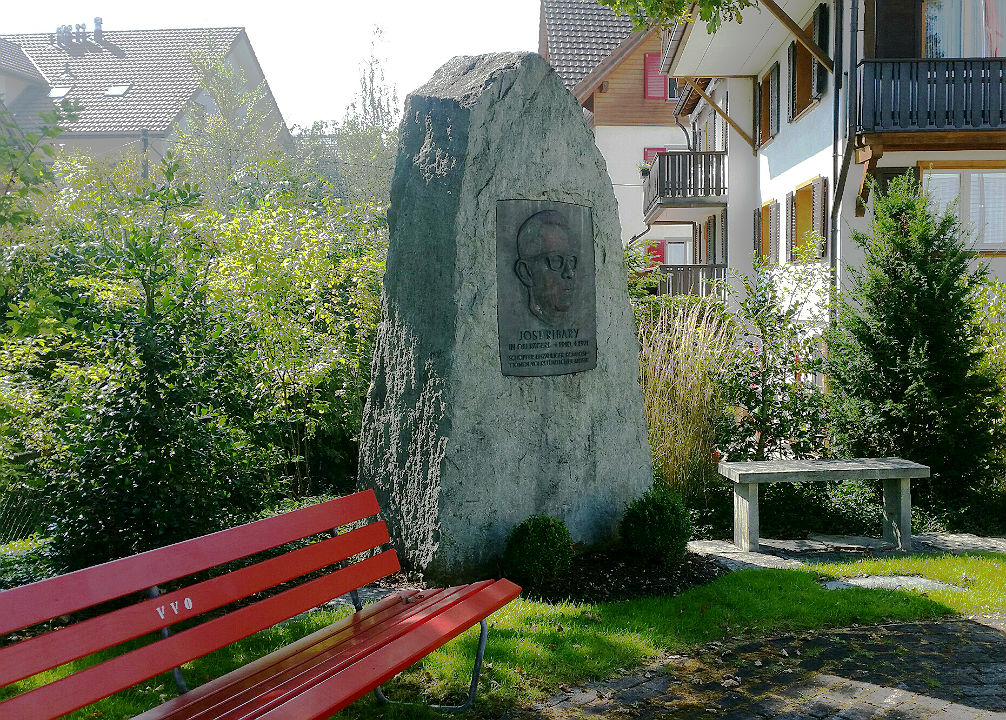
Jost Ribary Gedenkstätte in Oberägeri

Ab 1934 wurden von ihm Tonträger veröffentlicht.
- Auf einem Tonträger mit der Bezeichnung «20 Ländlerperlen» ist die Originalversion der Steiner-Chilbi enthalten.
- Kapelle Hans Aregger spielt Jost Ribary sen.